# Pyrinia fridolinata
Pyrinia fridolinata là một loài bướm đêm trong họ Geometridae.